# Rutsopp
Rutsopp (Xerocomellus chrysenteron) är en soppart i familjen Boletaceae.

## Förekomst
Rutsoppen har en vid utbredning i Europa, men detaljerna är oklara på grund av att den tidigare förväxlats med den 2003 nybeskrivna arten Xerocomellus cisalpinus. I Finland förekommer den längst i söder, den är tämligen allmän i Danmark och i Norge förekommer den i kusttrakterna i södra delen av landet. I Sverige har den sin huvudsakliga utbredning norrut till Uppland och Värmland. Den bildar ektomykorrhiza med framför allt bok och ek.

## Kännetecken

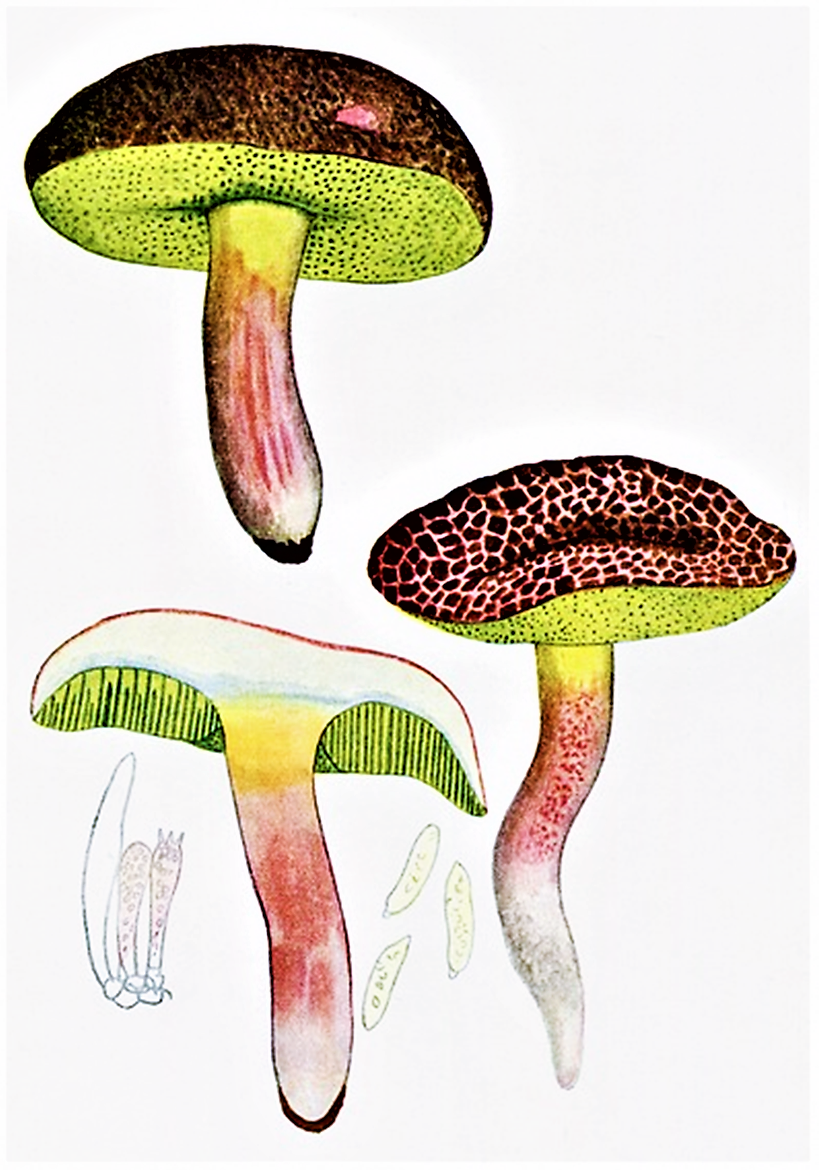
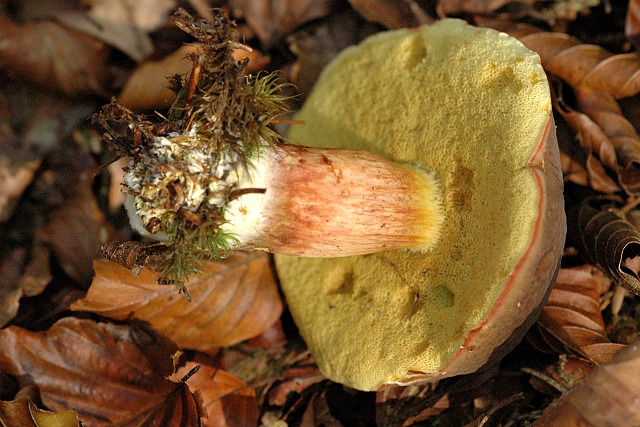
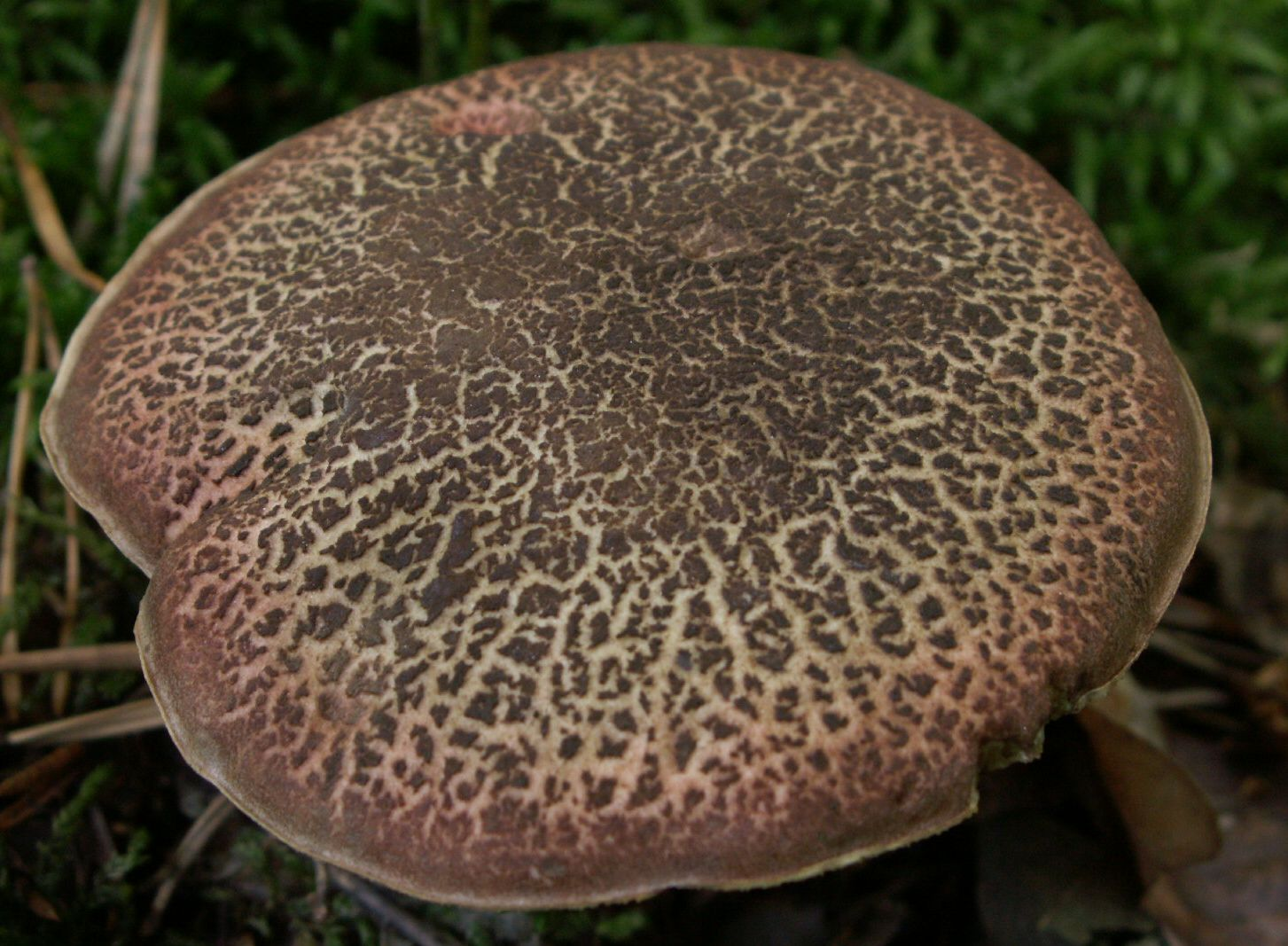
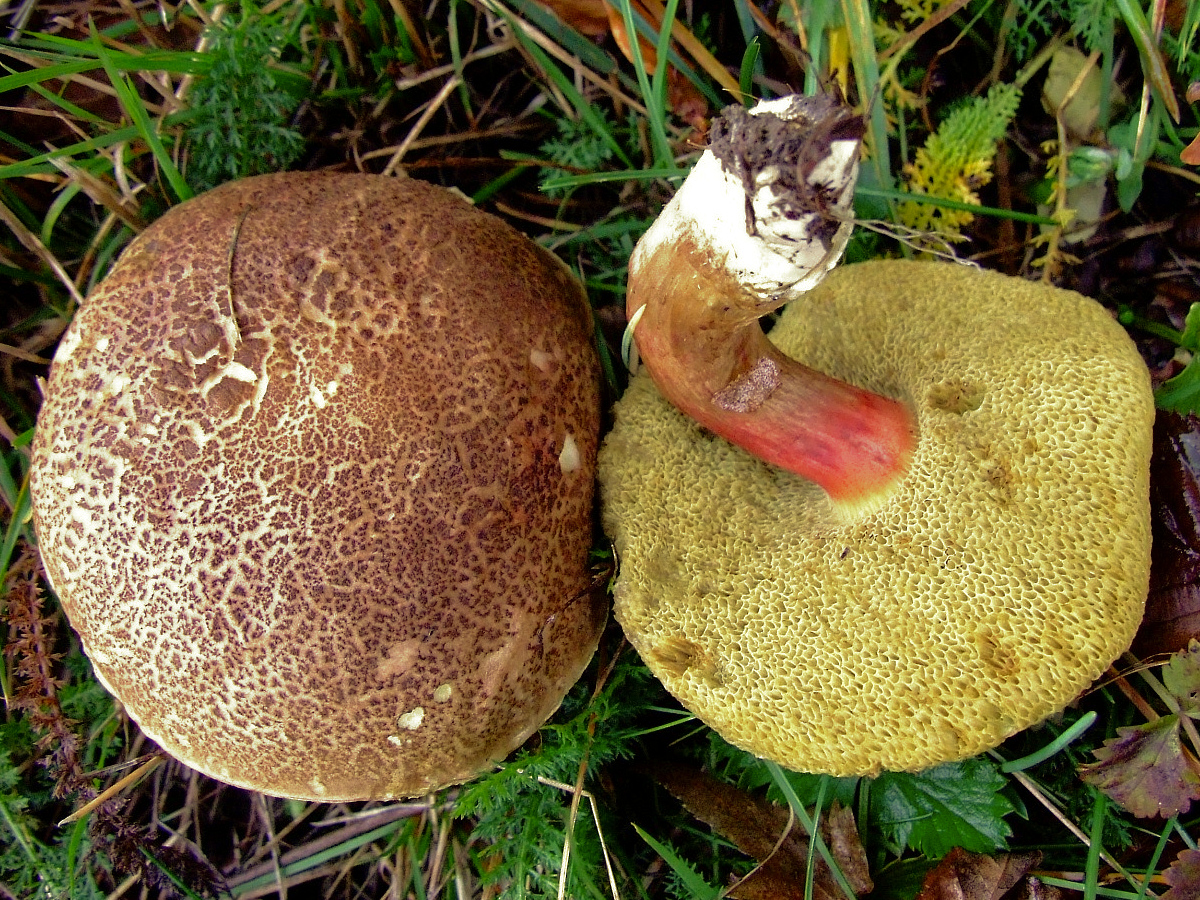
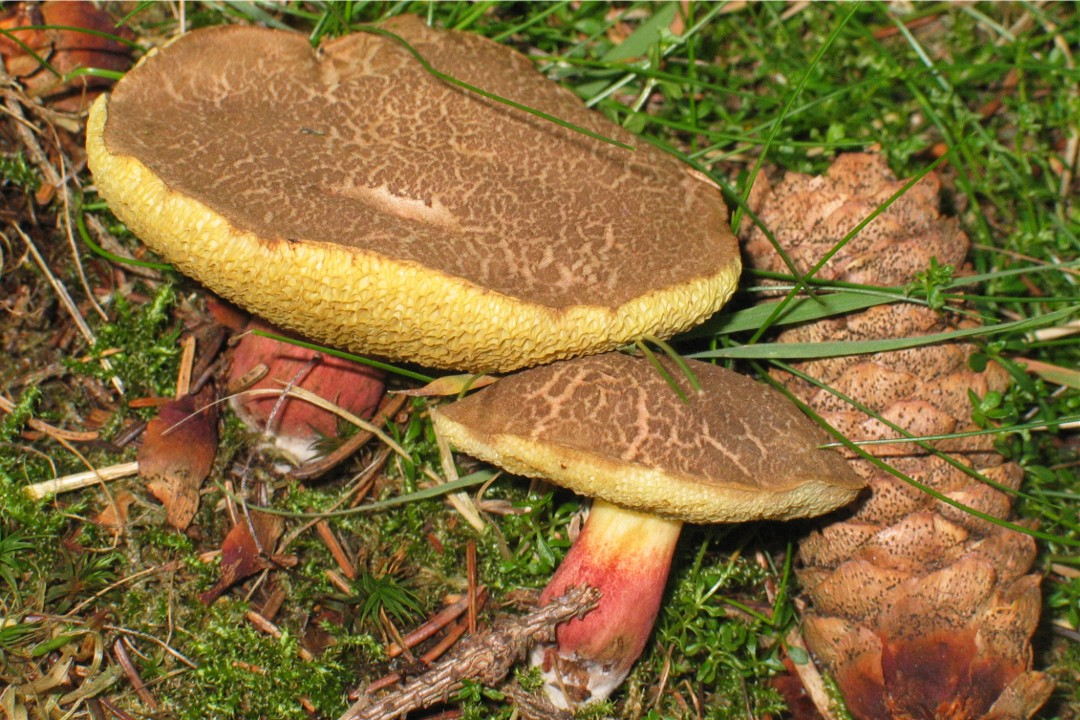

Hatten blir upp till 10 cm i diameter, är först välvd men sedan utbredd. Hatthuden är sammetsluden (som ung), ljust till mörkt brun och med tiden uppsprickande så att den rosa underhuden syns i sprickorna. Porerna är gula, men olivfärgas med tiden av sporer (som är släta), och blånar svagt vid tryck. Fotens grundfärg är gul men den är vanligen, särskilt i de nedre delarna, mer eller mindre täckt av röda gryn. Köttet är gulaktigt, ofta med röda färger i fotbasen och just under hatthuden, och blånar endast svagt i snittytor. Den kan förväxlas med flera närstående arter, speciellt med X. cisalpinus, som den kan vara mycket svårskild från (denna är dock tydligt blånande i fotbasen och dess sporer är finstrimmiga). Blodsoppens hatthud spricker mycket sällan upp och dess sporer är strimmiga. Hatthuden hos falsk rutsopp spricker också upp men den är endast sällan rödaktig i sprickona och dess fot är sällan rödaktig, utan mera brunsvart vid basen (för att vara riktigt säker är dess sporer trunkata, det vill säga tvärt "avhuggna" i ena änden).

## Taxonomi
Den franske botanikern Jean Baptiste François Bulliard beskrev 1789 Boletus communis och två år senare beskrev han Boletus chrysenteron, vilka av många betraktas som samma art. Nästan 100 år senare, år 1888, fördes den till det nya släktet Xerocomus av Lucien Quélet. Senare molekylärfylogenetiska analyser placerar den i släktet Xerocomellus som skapades av Josef Šutara 2008.
Bulliards beskrivning av Boletus communis är väldigt bristfällig och vissa mykologer anser att Bulliard beskrivit två olika arter och behandlar chrysenteron och communis som artskilda. Några av dessa för communis till andra befintliga arter, exempelvis Hortiboletus engelii eller Hortiboletus rubellus. Men (som om det inte redan vore tillräckligt förvirrat) år 2016 beskrev en grupp kinesiska mykologer dessutom den nya arten Xerocomellus communis...
Artnamnet chrysenteron betyder "gyllene inkråm" och kommer från grekiska χρυσός (chrysos "guld") och ἔντερον (enteron "tarm").

## Matsvamp
Rutsoppen är ätlig. Foten hos äldre exemplar är träig.